# 古結宏
古結 宏（こげつ ひろし、1977年10月22日 - ）は、兵庫県出身の競艇選手。登録番号4002。身長166cm。血液型O型。84期。兵庫支部所属。同期に中村有裕、中島孝平、笠原亮、堀之内紀代子らがいる。

## 来歴
- 関西大学北陽高等学校卒業。本栖研修所時代、リーグ戦勝率5.12の成績を残した。
- 1999年5月10日、尼崎競艇場でデビュー（3着）。
- 2005年1月25日、宮島競艇場での「G1共同通信社杯 第19回新鋭王座決定戦競走」にG1初出場。1月29日、5日目7RでG1初勝利[1]。
- 2007年7月8日、三国競艇場での「ふみづき第1戦」で初優勝。
- 2009年8月4日、江戸川競艇場での「第18回アサヒビールカップ」で優勝。
- 2009年10月20日、三国競艇場での「日本モーターボート選手会会長杯 第17回菊花賞」で優勝。
- 2009年11月23日、津競艇場での「G3第21回マキシーカップ」で優勝。
- 2009年12月6日、桐生競艇場での「第6回新東通信杯・第3回ヤング・ミドル対抗戦」で優勝。
- 2009年12月14日、三国競艇場での「しわす第1戦」で優勝（通算8回目）。
- 2010年3月17日、平和島競艇場での「SG第45回総理大臣杯競走」にSG初出場。同日3RでSG初勝利[2]。